# Leymah Gbowee
Leymah Roberta Gbowee (Monróvia, 1 de fevereiro de 1972) é uma ativista africana encarregada de organizar o movimento de paz que colocou fim à Segunda Guerra Civil da Libéria em 2003. Tal conduziu à eleição de Ellen Johnson-Sirleaf como a primeira mulher presidente de um país africano. Gbowee foi em 2011 uma das três personalidades galardoadas com o prémio Nobel da paz junto com a sua compatriota Sirleaf e a iemenita Tawakkol Karman.

## Biografia
Leymah Gbowee nasceu na zona central da Libéria. Aos 17 anos mudou-se para Monróvia, a capital, quando a Segunda Guerra Civil rebentou. Formou-se como terapeuta durante a guerra civil e trabalhou com crianças que foram meninos-soldados do exército de Charles Taylor. Rodeada pelas imagens de guerra, Gbowee deu-se conta de que "se qualquer mudança tivesse que acontecer na sociedade, isso teria que ser feito pelas mães". Gbowee tem seis filhos.

## Movimento pela Paz
"As mulheres do movimento pela paz liberiano demonstrou ao mundo que os movimentos populares são essenciais para manter a paz, para que as mulheres em cargos de liderança são corretores eficazes para a paz e a importância dos movimentos de justiça social culturalmente relevantes. A experiência da Libéria é um bom exemplo para o mundo de que as mulheres podem-mulheres-especialmente africanos ser condutores de paz" 

## Prémios
- Premio Living Legends por Serviços à Humanidade
- Medalha John Jay for Justice, entregue pelo John Jay College of Criminal Justice[6]
- Prémio Gruber por los Derechos de la Mujer, 2009
- John F. Kennedy Profile in Courage Award, 2009.[7]
- Women's eNews 2008 Leaders for the 21st Century Award[8]
- Blue Ribbon for Peace da John F. Kennedy School of Government da Universidade de Harvard, 2007
- Joli Humanitarian Award de Riverdale Country School, 2007
- Prémio Nobel da Paz, 2011

## Formação
- Mestre em Transformação de Conflitos pela Universidade Menonita do Leste em Harrisonburg (Virgínia).
- Diplomas em Prevenção de Conflitos e Formação em Consolidação da Paz pelo Instituto das Nações Unidas, Centro de Cura do Trauma das Vítimas da Guerra (Camarões), e Educação Pacifica Não-Violenta (Libéria).[9]